# بيهايلو اسيفا
بيهايلو اسيفا (30 ديسمبر 1989 بأواسا في إثيوبيا - ) هو لاعب كرة قدم إثيوبي في مركز الوسط. شارك مع منتخب إثيوبيا لكرة القدم. أما مع النوادي، فقد لعب مع نادي ديديبيت ونادي سانت جورج.

## وصلات خارجية
- بيهايلو اسيفا على موقع قاعدة بيانات كرة القدم.إي يو (الإنجليزية)
- بيهايلو اسيفا على موقع ناشيونال فوتبول تيمز (الإنجليزية)